# Taanab
A Taanab a Csillagok háborúja elképzelt univerzumának egyik bolygója. 
A bolygó a mezőgazdaságáról nevezetes.
A Taanab az a bolygó, ahol Lando Calrissian először megmutathatta nem csak a vezetői erényeit, hanem ügyességét a győztes taktika kigondolásában is. Lando megsemmisítette a támadó Norulac-i űrkalózokat, és ennek a győzelemnek a következtében kerülhetett az endori csata során a Lázadók vezető harci gépére (ez volt a Millennium Falcon).
A Taanab volt az otthona Wes Janson pilótának is.

## Leírása
Nagy síkságok jellemzik, amiknek minden talpalatnyi helyét termesztett, 
jórészt zöld növények borítják be.
Elhanyagolható tektonikus aktivitása van. A kolonizáció előtt hatalmas dzsungelek borították a felszínét.
Az egyenlítő környékén hatszögletű gabonaföldek felülről nézve méhkaptár-szerű kinézetet adnak a tájnak. Időjárást befolyásoló műholdak és orbitális pályán keringő tükrök segítségével a bolygó klímáját optimalizálták a mezőgazdasági termelés érdekében.
A mezőgazdasági termelés (beleértve a növények és állatok előállítását is) nagyobb szervezetek kezében van. Ezek: Arcon Multinode, Tagge Restaurant Association és a Core Foodstuffs. 
A bolygó adminisztratív központja Pandath. A helyi Banthal Company az űrkikötő forgalmát felügyeli, ahonnan az árut az élelmiszerből ellátásra szoruló világok felé szállítják (ilyen például a mindent felvevő Coruscant).
Meglepő módon a Taanabnak vannak sith és jedi vonatkozásai is. A Sötétség Testvérisége Y. e. 1000  körül állomást létesített itt, a jedik pedig később egy kápolnát építettek Pandath-ban, amiből később a Jedi Agricultural Corps (AgriCorps) kialakult.

## Élővilága
Kedvező körülményei ellenére nem fejlődött ki rajta állati élet. A mai állatokat a telepesek honosították meg a mérsékelt égövi zónában, ahol elegendő fű és víz állt rendelkezésre az állatok legeltetésére.
Az ismertebb tenyésztett állatok:
- ambriai staga – bölényszerű élőlény
- roba – sertésszerű élőlény
- bantha
- nerf

Ezek vadabb fajtái szabadon élnek, ahol létszámuk alakulását droid mesterlövészek felügyelik.

## Történelme
|  | Alább a cselekmény részletei következnek! |

Az első (mezőgazdasági) telep Y. e. 2320 -ban jött létre.
Nem sokkal a Szövetség yavini győzelme után Lando Calrissian egy teherhajó leszállítása végeztével a pandath-i kantinban üldögélt, amikor a hiperűrből kilépő Norulac-i űrkalózok támadtak a bolygó felé közeledő teherhajókra. A bolygó gyenge flottája próbálta visszaverni a támadást a Banthal dokkoló állomás körül, de ez reménytelen vállalkozás volt, mivel a kalózok több hajóval és nagyobb tűzerővel rendelkeztek. A bennszülöttek tudták, hogy a kalózok minden évben rendszeresen és sikeresen támadnak, és a Birodalom túlságosan el van foglalva más ügyekkel ahhoz, hogy egy kicsi és jelentéktelen mezőgazdasági bolygó védelmére siessen. Lando Calrissian érdeklődve figyelte a fejleményeket a kantin holoképernyőjén. Egyszer csak felállt, és kijelentette, hogy ő egyedül is képes lenne legyőzni a kalózokat. Egy gazdag patrónus hitetlenségét fejezte ki, és a Clendorai sörfőzdéjét ajánlotta fel, ha sikerrel jár. Lando gúnykacaj közepette távozott a kantinból, majd hajója hamarosan a bolygó tiszta, lilás színű égboltja felé száguldott. Miközben a harcban megsérült taanabi hajók már a kikötő felé tartottak, Lando elrejtőzött a bolygó halvány holdjának jéggyűrűjében. Amikor a támadók elég közel voltak hozzá, Lando kinyitotta a fedélzeti nyílást, és egy egész rakomány conneri hálót dobott az alakzatban haladó kalózok közé. Az elektromos hálók kibomlottak és kiterjedtek, ezzel reménytelenül foglyul ejtették a kitérési manőverre képtelen flotta jó részét. Miközben az űrkalózok azzal kínlódtak, hogy hajóikat kiszabadítsák a hálók fogságából, Lando a jéggyűrűből egy vonósugár segítségével nehéz jégdarabokat lövöldözött rájuk. Végül Lando a felbátorodott taanabi hajókat egy elterelő támadásba vezette, majd az összes kalózhajót, összesen tizenkilencet, elpusztított. Az örvendező taanabi vezetés felajánlott Lando Calrissiannak egy állandó helyet a flottájuk élén, de ő udvariasan elhárította az ajánlatot. Egy bolygó védelmi parancsnokának lenni nem járt magas fizetéssel, ő pedig éppen megörökölt egy Clendorai sörfőzdét.
Az összecsapást a hírekben „taanabi csata” néven említették, ez is hozzájárult Lando ismertté válásához.

## Megjelenése a filmekben
Közvetlenül egyik filmben sem jelenik meg, azonban a Jedi visszatér egyik párbeszéde utalásszerű jelenetet tartalmaz a bolygóra. (Han Solo: „Nocsak, tábornok lettél?” – Lando: „Valaki biztos szólt a Szövetségnek a kis hadicselemről Taanabnál.”).

## Megjelenése videojátékokban
- Star Wars: Rebellion / más néven: Star Wars: Supremacy (hibásan Tanaabnak nevezi)

- A Jedi Knight: Jedi Academy nevű játékban a játékos feladata egy kultikus hely felderítése a bolygón.

- Az X-Wing Rogue Squadron: Requiem for a Rogue játék a bolygót hibásan Taanad-nak nevezi.

## Megjelenése képregényekben
- Star Wars Adventure Journal 5

## Megjelenése könyvekben
- Karen Miller: The Clone Wars – Wild Space
- Karen Traviss: Sacrifice

## Fordítás
- Ez a szócikk részben vagy egészben  a   Taanab című angol Wikipédia-szócikk fordításán alapul.  Az eredeti cikk szerkesztőit annak laptörténete sorolja fel. Ez a jelzés csupán a megfogalmazás eredetét és a szerzői jogokat jelzi, nem szolgál a cikkben szereplő információk forrásmegjelöléseként.